# Улица Софьи Ковалевской (Ярославль)
У́лица Со́фьи Ковале́вской — улица в южной части города Ярославля, в посёлке Тропино. Проходит от Ямской улицы до Туговской.

## История
Образована в 1954 году. Названа в честь Софьи Ковалевской (1850—1891) — математика и механика, первой в мире женщины-профессора.
Улица имеет частную застройку.